# Philip Wilson Steer

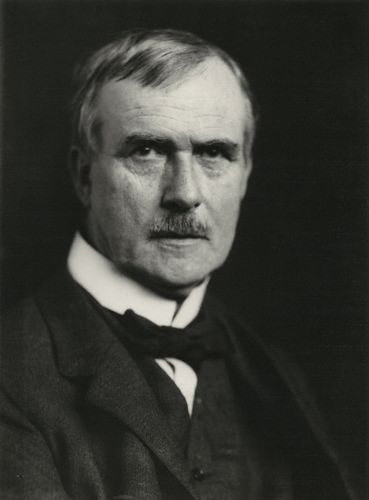
Steer, fotografado por George Beresford, 1922

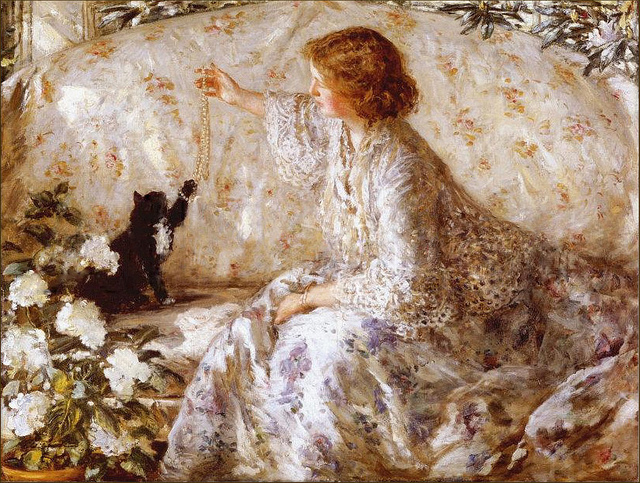
Hydrangeas, obra de Steer, circa 1895

Philip Wilson Steer (Birkenhead, UK - 28 de dezwembro de 1860 - Londres, 18 de março de 1942) foi um pintor impressionista.

## Carreira
Depois de ter feito os cursos da Gloucester School of Art, na Inglaterra, e trabalhado na Academia Julian e na Escola de Belas-Artes de Paris, torna-se membro fundador do New English Art Club ( 1886). De 1893 o 1930, foi professar de pintura na Slode School of Art de Londres.
Paisagista e ocasionalmente retratista, sua obra, com o de Walter Sickert, ocupa lugar importante no movimento impressionista inglês. Embora fortemente influenciado por Whistler, Manet e Monet, seu primeiro maneirismo apresenta reais qualidades poéticas e estilo suficientemente pessoal para distingui-lo das obras dos mestres e de seus contemporâneos. O estilo caracteriza-se por um grafismo agudo, construção nervosa que à primeira vista poder-se-ia crer originado de simplificações ingênuas ou fáceis, muito embora resulte de mestria consumada do desenho e seja fruto de síntese particularmente apurada.

Seu estilo desenvolveu-se lentamente e tornou-se a um tempo mais amplo, mais livre e mais sensual, principalmente em certas telas que representam nus. Nas paisagens manifesta-se a influência de Constoble e de Gainsborough, enquanto na composição de figuras descobre-se por vezes a influência de Boucher.

Perto do fim da carreira, seus quadros lembram, pelo concepção lírica, o estilo de Turner. Quando chegou aos setenta anos, a visão começou a baixar, mas, apesar disto, continuou a representar papel de primeira ordem na vida artística londrina. Recebeu a ordem do Mérito, a mais alta distinção concedida no Reino Unido a um artista. Está bem representado na Tate Gallery, na qual se podem ver obras de todas as épocas de sua vida.